# Médenine Nord
La delegació o mutamadiyya de Médenine Nord (àrab: معتمدية مدنين الشمالية, muʿtamadiyyat Madanīn ax-Xamāliyya) és una delegació de la governació de Médenine, la més petita de les sis governacions continentals de Tunísia. Té capçalera a la ciutat de Médenine. Al seu territori es troba el Ksar Rebountine, dels clans amazics de la regió. La població era de 43.560 habitants el 2004.

## Economia
L'economia és agrícola, complementada amb la ramaderia.

## Administració
La delegació o mutamadiyya, amb codi geogràfic 52 51 (ISO 3166-2:TN-12), està dividida en vuit sectors o imades:
- Beni Ghezaïl (52 51 51)
- 2 Mai (52 51 52)
- Mednine Ouest (52 51 53)
- 20 Mars (52 51 54)
- Mednine (Nord 52 51 55)
- Oum Ettameur Ouest (52 51 56)
- Oum Ettameur Est (52 51 57)
- Koutine (52 51 58)

Al mateix temps, forma una de les circumscripcions o dàïres (52 11 11) de la municipalitats o baladiyyes de Médenine (52 11).